# Заозёрка
Заозёрка — село в Абанском районе Красноярского края России. Административный центр Заозерновского сельсовета.

## География
Село находится в юго-западной части района, на южном берегу озера Мангорек, на расстоянии примерно 13 км (по прямой) к западу-северо-западу (WNW) от посёлка Абан, административного центра района. Абсолютная высота — 255 м над уровнем моря.

## История
Основано в 1899 году. По данным 1929 года в деревне Заозёрная имелось 95 хозяйств и проживало 533 человека (в основном — русские). Функционировали школа, лавка общества потребителей и сельсовет. В административном отношении являлась центром Заозерновского сельсовета Абанского района Канского округа Сибирского края.

## Население
| 1926 | 1989 | 2002 | 2010 |
| ---- | ---- | ---- | ---- |
| 533  | ↘192 | ↘177 | ↘157 |

Гендерный состав
По данным Всероссийской переписи населения 2010 года, в селе проживало 157 человек (88 мужчин и 69 женщин).
Национальный состав
Согласно результатам переписи 2002 года, в национальной структуре населения русские составляли 92 %.

## Улицы
| - ул. Космонавтов, - ул. Новая, | - ул. Сибирская, - ул. Советская. |

## Инфраструктура
В селе функционируют фельдшерско-акушерский пункт и библиотека.